# KK Mega Bemax
El Mega Bemax es un equipo de baloncesto serbio con sede en la ciudad de Belgrado, que compite en la Košarkaška Liga Srbije, la máxima competición de su país y la Liga del Adriático. Disputa sus partidos en el SC Vizura, con capacidad para 1500 espectadores en liga y en Liga Adriática en el Sports Hall Smederevo, en Smederevo, con capacidad para 2600 espectadores.

## Nombres Esponsors
- Mega Ishrana (2005–2007)
- Mega Aqua Monta (2007–2008)
- Mega Hypo Leasing (2008–2009)
- Mega Vizura (2009–2014)
- Mega Leks (2014–2017)
- Mega Bemax (2017–2020)
- Mega Soccerbet (2020–act.)

## Posiciones en liga
- 2003 - (1-D2)
- 2004 - (2-1B)
- 2005 - (1A)
- 2006 - (10-1A)
- 2007 - (6)
- 2008 - (10)
- 2009 - (10)
- 2010 - (11)
- 2011 - (8)
- 2012 - (6)
- 2013 - (3)

## Palmarés

### Club
- Liga Serbia (0):
  - Subcampeón (1): 2020-21

- Copa de Serbia (1): 2016
  - Subcampeón (3): 2014, 2015, 2021

- Liga Adriática:
  - Subcampeón (1): 2015-16

- Liga Balcánica:
  - Semifinales (1): 2008-09

### Individual
- MVP Košarkaška Liga Srbije:
  -  Boban Marjanović – 2013

## Plantilla 2022-2023

### Jugadores Célebres
- Ivica Zubac
- Vukašin Aleksić
- Danilo Anđušić
- Aleksandar Čubrilo
- Tadija Dragićević
- Nikola Dragović
- Dušan Katnić
- Marko Kešelj
- Boban Marjanović
- Branko Milisavljević
- Dejan Musli
- Uroš Nikolić
- Ivan Paunić
- Milovan Raković
- Jovo Stanojević
- Novica Veličković
- Nikola Peković
- Duşan Çantekin
- Holmes James
- Jeremiah Rivers
- Chistopher Schlatter
- Nikola Jokić